# Négresco
Pour les articles homonymes, voir Hôtel Negresco.

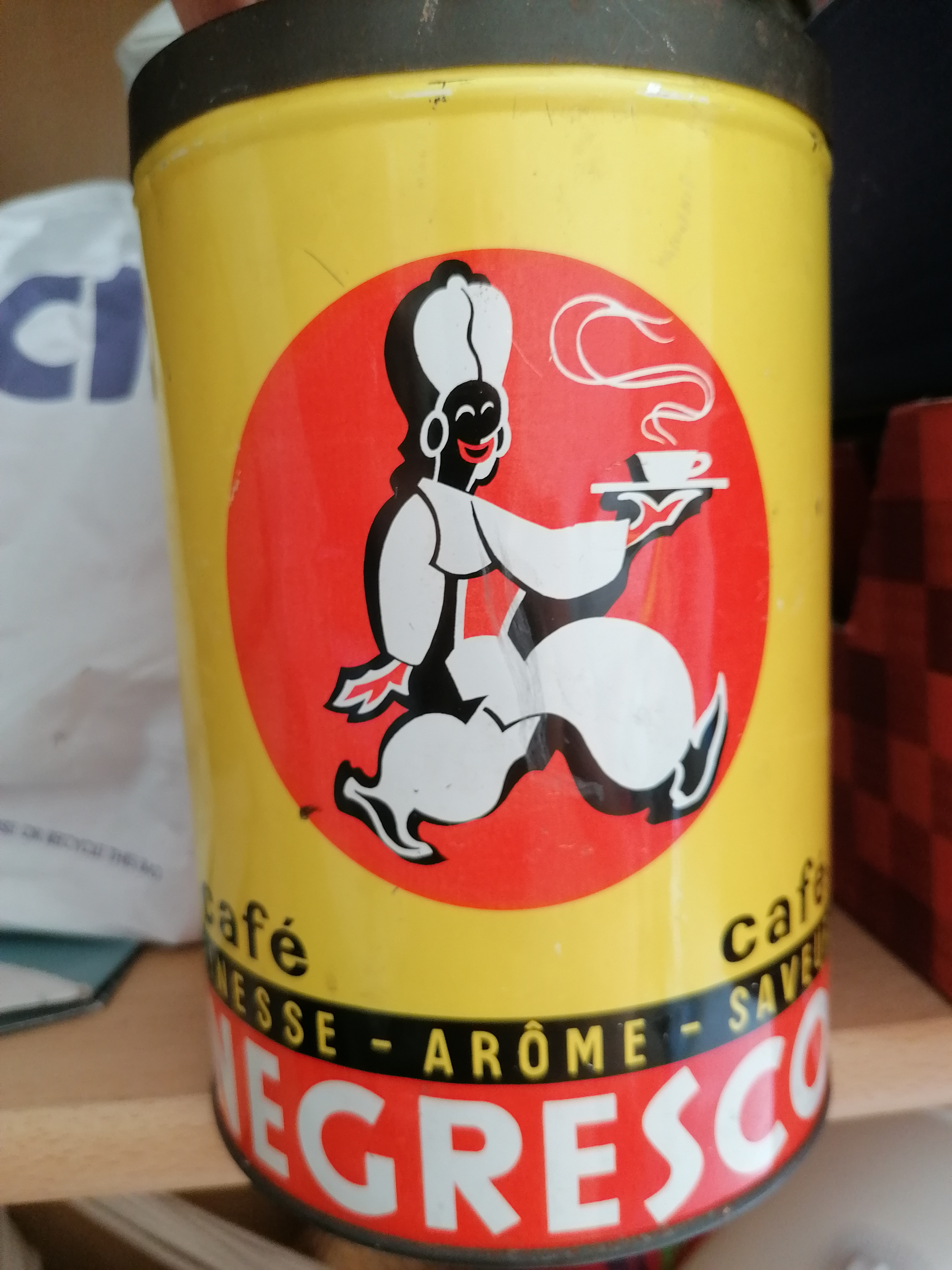
Boite café Negresco année 50/60

Négresco est le nom d'une ancienne marque de café de Marseille. 
L'usine se situait au 146 de la rue Abbé-de-L'Épée dans le 5éme arrondissement. Edmond Jean, torréfacteur à Cavaillon, l'a par la suite reprise. Il a poursuivi la torréfaction à Marseille quelque temps puis a transféré locaux et structures commerciales à Cavaillon, au faubourg des Condamines. 
À l'époque, lorsque le café cuisait, une odeur de café cuit  s'échappait de la cheminée qui parfumait tout le quartier. Dans les années 1980, Edmond Jean a cedé son affaire a Jacques Vabre . Les cafés Négresco étaient présents dans tous les bars de la région et le célèbre serveur noir en livrée blanche avec turban blanc était célèbre. On pouvait lire sur les boites : Arôme - Finesse - Saveur
La cheminée de l'ancienne torréfaction est toujours visible sur l'arrière de l'étude de Maître Bernard Liffran, gendre d'Emond Jean et notaire dans cette ville.